# Zentrale Anlaufstelle zur Sperrung elektronischer Berechtigungen

Logo

Die Zentrale Anlaufstelle zur Sperrung elektronischer Berechtigungen ist eine für Deutschland von der Bundesnetzagentur bereitgestellte Telefonnummer zur Sperrung von Girocards, Kreditkarten, des elektronischen Personalausweises, Online-Banking-Zugängen, SIM-Karten (Telefon), Mitarbeiterausweisen und elektronischer Signaturen. Voraussetzung ist, dass sich der Anbieter dem Sperr-Notruf angeschlossen hat. In manchen Fällen sind zur vollständigen Sperrung einer Karte weitere Schritte notwendig, für Girokarten existiert zusätzlich das KUNO-Projekt zur Sperrung der Lastschrift-Funktion.
Verantwortlicher und Inhaber der einheitlichen Notrufnummer 116 116 ist der Sperr-Notruf 116 116 e. V. mit Sitz in Berlin. Deutschland ist das erste Land weltweit, in dem eine solche Nummer eingeführt wurde. Derzeitiger technischer Betreiber der Notrufnummer ist die Servodata GmbH. Die Nummer ist seit dem 1. Juli 2005 erreichbar.
Der Sperr-Notruf ist täglich 24 Stunden erreichbar, in Deutschland gebührenfrei unter 116 116. Darüber hinaus kann die Rufnummer auch aus dem Ausland durch Wahl der „116 116“ direkt hinter der Landeskennzahl für Deutschland erreicht werden, in der Regel unter +49 116 116. Im Nicht-EU-Ausland fallen Verbindungsentgelte für ein Gespräch nach Deutschland an.
Neben der 116 116 sind auf europäischer Ebene über die Bundesnetzagentur Rufnummern für „Harmonisierte Dienste von sozialem Wert“ vergeben worden.